# Bartolomeo Bertazzoli
Bartolomeo Bertazzoli, o Bertacciuoli, latinizzato come Bartholomaeus Bertazolius (Finale Emilia, 1520 circa – Ferrara, gennaio 1588), è stato un giurista, avvocato e politico italiano del XVI secolo.

## Biografia
Nacque intorno al 1520 a Finale Emilia.
Studiò diritto all'università di Ferrara, dove ottenne nel 1545 la laurea in utroque iure. Sempre a Ferrara ebbe la cittadinanza e sposò Taddea di Antonio Novara.
Trasferitosi a Modena, negli anni 1551-53 svolse il ruolo di giudice delle appellazioni e dei malefici. Fu nominato podestà di Reggio nel 1554 e fino al 1557; dal 1558 al 1560 tornò a Modena dove ricoprì la stessa carica. Ritornato infine a Ferrara, insegnò brevemente diritto nel 1566-67 e fu noto soprattutto per la sua attività di avvocato.
Fu consigliere del duca Alfonso II d'Este che lo inviò a Roma numerose volte, soprattutto per svolgere trattative con la Camera Apostolica e in un caso col papa, e in varie altre città.
Morì nel gennaio 1588 a Ferrara. Gli è stata intitolata una via nel comune nativo di Finale Emilia.

## Opere
- (LA) Consiliorum seu responsorum iuris in criminalibus et poenalibus controversiis emissorum, 2 voll., Venezia, 1583-1585. Francoforte, 1604.
- (LA) Tractatus clausularum instrumentalium, Venezia, Fioravante Prati, 1598.